# MMM (音楽番組)
『MMM』（エムエムエム）は、2008年4月から2009年3月まで、一部の日本テレビ系列局で放送された読売テレビ製作の音楽番組である。制作局の読売テレビでは、毎週木曜24:59 - 25:29（金曜深夜0:59 - 1:29）に「音笑!ミックスジュース」内で、日本テレビでは、制作局より4日遅れの毎週月曜25:29 - 25:59（火曜深夜1:29 - 1:59）（いずれもJST）に放送された。2008年10月からは、『音笑! MMM』（おとわら! えむえむえむ）としてリニューアルされた。また、この改変により、読売テレビでは「バリューナイト」枠の時間拡大により木曜25:08 - 25:38（深夜1:08 - 1:38）に放送時間が変更され、それに伴い枠の名称が「モクビバ」に変更された。
タイトルの『MMM』は、Midnight Multi Musicの略であったが、『音笑! MMM』にリニューアル後はMidnight Multi Mediaの略に改められた。

## 内容
前身番組『音リコ!』からほぼ変わらず、芸人がネタ見せを行う「音ネタ」などのコーナーが放送された。

## 出演
司会
- ココリコ（遠藤章造・田中直樹）

アシスタント
- 矢吹春奈（2008年9月末で卒業）

リニューアル後のレギュラー
- トータルテンボス（藤田憲右・大村朋宏）
- 平成ノブシコブシ（吉村崇・徳井健太）
- NON STYLE（石田明・井上裕介）
- MMMガールズ（手島優・深澤ゆうき・松本亜希（松本アキ）・南まりか）

## ネット局
ここでは、『音笑!MMM』のネット局を示す。
| 放送対象地域   | 放送局              | 系列           | 放送日時             | 放送日の遅れ |
| -------------- | ------------------- | -------------- | -------------------- | ------------ |
| 近畿広域圏     | 読売テレビ(ytv)     | 日本テレビ系列 | 木曜 25：06 - 25：38 | 制作局       |
| 関東広域圏     | 日本テレビ(NTV)     | 日本テレビ系列 | 月曜 25：29 - 26：09 | 不明         |
| 秋田県         | 秋田放送(ABS)       | 日本テレビ系列 | 金曜 25：50 - 26：20 | 不明         |
| 福島県         | 福島中央テレビ(FCT) | 日本テレビ系列 | 水曜 24：29 - 24：59 | 不明         |
| 山梨県         | 山梨放送(YBS)       | 日本テレビ系列 | 木曜 24：38 - 25：08 | 不明         |
| 新潟県         | テレビ新潟(TeNY)    | 日本テレビ系列 | 木曜 24：38 - 25：08 | 不明         |
| 長野県         | テレビ信州(TSB)     | 日本テレビ系列 | 月曜 24：59 - 25：29 | 不明         |
| 中京広域圏     | 中京テレビ(CTV)     | 日本テレビ系列 | 水曜 26：09 - 26：39 | 不明         |
| 鳥取県・島根県 | 日本海テレビ(NKT)   | 日本テレビ系列 | 土曜 25：55 - 26：25 | 不明         |
| 香川県・岡山県 | 西日本放送(RNC)     | 日本テレビ系列 | 月曜 24：59 - 25：29 | 不明         |
| 長崎県         | 長崎国際テレビ(NIB) | 日本テレビ系列 | 日曜 10：25 - 10：55 | 不明         |

## スタッフ
- 演出：荷見基成
- ディレクター：関聖子（ytv）、深沢一浩、田中暁史
- 構成：小笠原英樹、長谷川朝二、鈴木しげき、高須浩平
- TP：長滝淳子
- SW：高田治
- CAM：遠山康之
- VE：谷古宇利勝
- 音声：加瀬悦史
- 照明：香川和代
- 編集：西山一成、与那嶺涼
- MA：民幸之助
- 音効：井上尚昭
- CG：JET SET
- 美術プロデューサー：永田勝明
- 美術デザイン：別所晃吉
- 美術進行：塚原淳司
- スタイリスト：中山美和、小林久美
- ヘアメイク：TEES
- 美術協力：フジアール
- 技術協力：ニューテレス、プログレッソ、TSP、テクノマックス、IMAGICA
- 宣伝：丸谷忍（ytv）
- AP：大坪正季（ytv）、田村静子（よしもとクリエイティブ・エージェンシー）
- 協力：CELL
- 制作協力：吉本興業
- プロデューサー：中村元信（ytv）、田島雄一（よしもとクリエイティブ・エージェンシー）、柳生昌也
- チーフプロデューサー：武野一起・西田二郎（ytv）
- 制作著作：ytv